# Salvador Luria
Salvador Edward Luria (ur. 13 sierpnia 1912 w Turynie, zm. 6 lutego 1991 w Lexington, Massachusetts) – mikrobiolog amerykański pochodzenia włoskiego, laureat Nagrody Nobla w dziedzinie fizjologii i medycyny w roku 1969 za odkrycie budowy genetycznej i mechanizmu replikacji wirusów.
W latach 1943–1950 profesor Indiana University. W styczniu 1947 roku uzyskał obywatelstwo Stanów Zjednoczonych. Następnie w latach 1950–1959 University of Illinois w Urbana-Champaign, a od 1959 roku Massachusetts Institute of Technology w Cambridge. Członek m.in. Narodowej Akademii Nauk w Waszyngtonie.
Prowadził badania nad wirusami. Na podstawie obrazu uzyskanego w mikroskopie elektronowym opisał budowę bakteriofagów i odkrył ich zdolność do tworzenia replik mutacyjnych. W 1969 roku otrzymał Nagrodę Nobla, wspólnie z Alfredem Hersheyem i Maksem Delbrückiem. W 1991 otrzymał National Medal of Science.
Zmarł w wieku 79 lat.